# Poul Due Jensen (1912-1977)
 Der er flere personer med dette navn, se Poul Jensen.
Poul Due Jensen (født 19. maj 1912 i Sahl, død 17. november 1977 i Århus) uddannet ingeniør, var en dansk erhvervsleder og grundlægger af Grundfos, der har hovedsæde i Bjerringbro.
Han var søn af landmand Niels Jensen (død 1929) og hustru Sørine f. Nielsen (død 1919) og etablerede selvstændig virksomhed i Bjerringbro 1945 Bjerringbro Pressestøberi og Maskinfabrik, der senere blev omdøbt til Grundfos A/S. Han var formand for bestyrelsen fra 1957. da virksomheden overgik til aktieselskabsform og adm. direktør indtil 1971. Han stiftede Grundfos Pumpenfabrik GmbH. Wahlstedt, Tyskland 1960. Grundfos Pumps Ltd., Leighton Buzzard, England 1964, Grundfos Pompen Nederland B.V., Weesp, Holland 1970. Grundfos Pumpen-Vertriebsgesellschaft mbH, Salzburg, Østrig 1971. Pompes Grundfos S.A.R.L., Longevillelés-Saint-Avold, Frankrig 1972 og Grundfos Manufacturing Ltd., Washington N.T., England 1973 og var formand i bestyrelsen for disse selskaber.
Han blev gift 27. november 1938 med Inger Johanne Bach (24. november 1915 i Bjerringbro - 11. marts 1989), datter af direktør Martin Bach (død 1962) og hustru Anna f. Hansen. Sønnen Niels Due Jensen efterfulgte faderen som leder af Grundfos.
Han blev medlem af bestyrelsen for Bjerringbro Elværk 1953, af Bjerringbro Sogneråd 1954-62, af skolekommissionen og skolenævn 1962-70, af bestyrelsen for Bjerringbro Savværk A/S, medlem af Akademiet for de Tekniske Videnskaber 1968 og medlem af Foreningen af Fabrikanter i Jernindustrien i Provinserne.
Due Jensen blev tildelt Landsforeningen Dansk Arbejdes initiativdiplom 1957 og ID-prisen 1967 af Selskabet for Industriel Formgivning. Æresborger i Wahlstedt, Vesttyskland 1969.
I 1975 oprettede han Poul Due Jensens Fond, som i dag er hovedejer af Grundfos.